# H.E.S.S.
H.E.S.S. (англ. High Energy Stereoscopic System) — комплекс черенковских телескопов, предназначенный для исследования космических гамма-лучей в диапазоне энергий от 0,03 до 100 ТэВ. Сокращение было выбрано в честь Виктора Гесса, впервые обнаружившего космические лучи.
Название также подчёркивает две главные особенности установки: наблюдение за атмосферными ливнями на ней осуществляется с помощью нескольких телескопов под разными углами, а телескопы соединены в большую систему, чтобы увеличить эффективную площадь обнаружения гамма-лучей. H.E.S.S. позволяет исследовать источники гамма-излучения, в несколько тысяч раз более тусклые, чем излучение от Крабовидной туманности.
H.E.S.S. имеет 5 телескопов. Зеркала четырёх из них имеют диаметр чуть меньше 12 метров, удалены друг от друга на 120 метров и образуя квадрат. Пятый, более крупный телескоп с зеркалом диаметром 28 метров, установлен в центре массива. Первые данные от системы в её текущем виде, носящем название H.E.S.S. II, были получены в 0:43 утра 26 июля 2012 года.

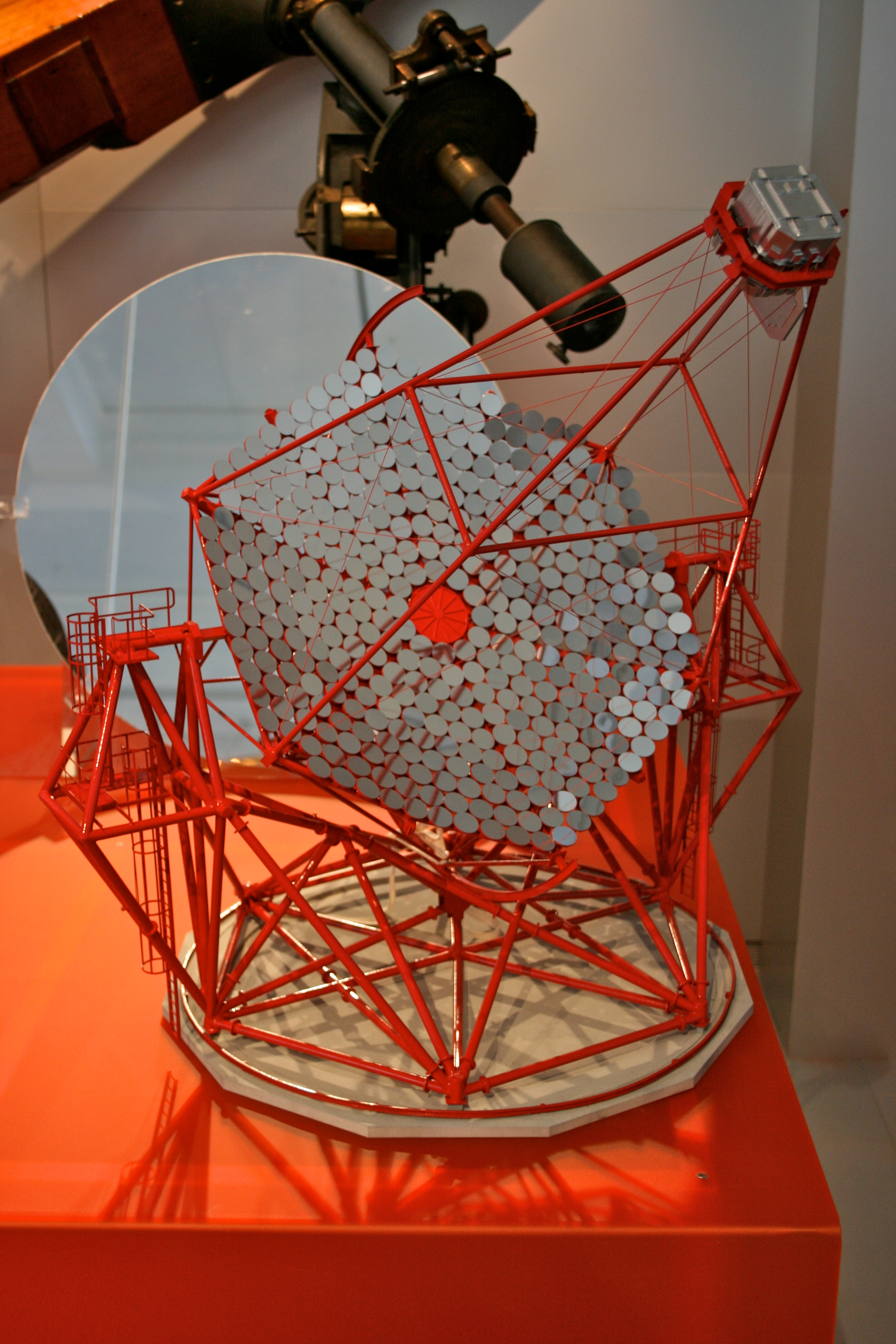
Масштабная модель телескопа H.E.S.S. в музее науки (Лондон) Масштаб 1:30

Вместе с другими гамма-телескопами H.E.S.S. ведёт наблюдения за высокоэнергетическими процессами во вселенной. Источниками гамма-излучения являются остатки сверхновых, активные ядра галактик и плерионы. На телескопе также активно проверяют недоказанные физические теории, например ищут гамма-лучи, образованные от предсказанной аннигиляции частиц тёмной материи — вимпов. Также исследуются петлевая квантовая гравитация, вытекающая из лоренц-ковариантности.

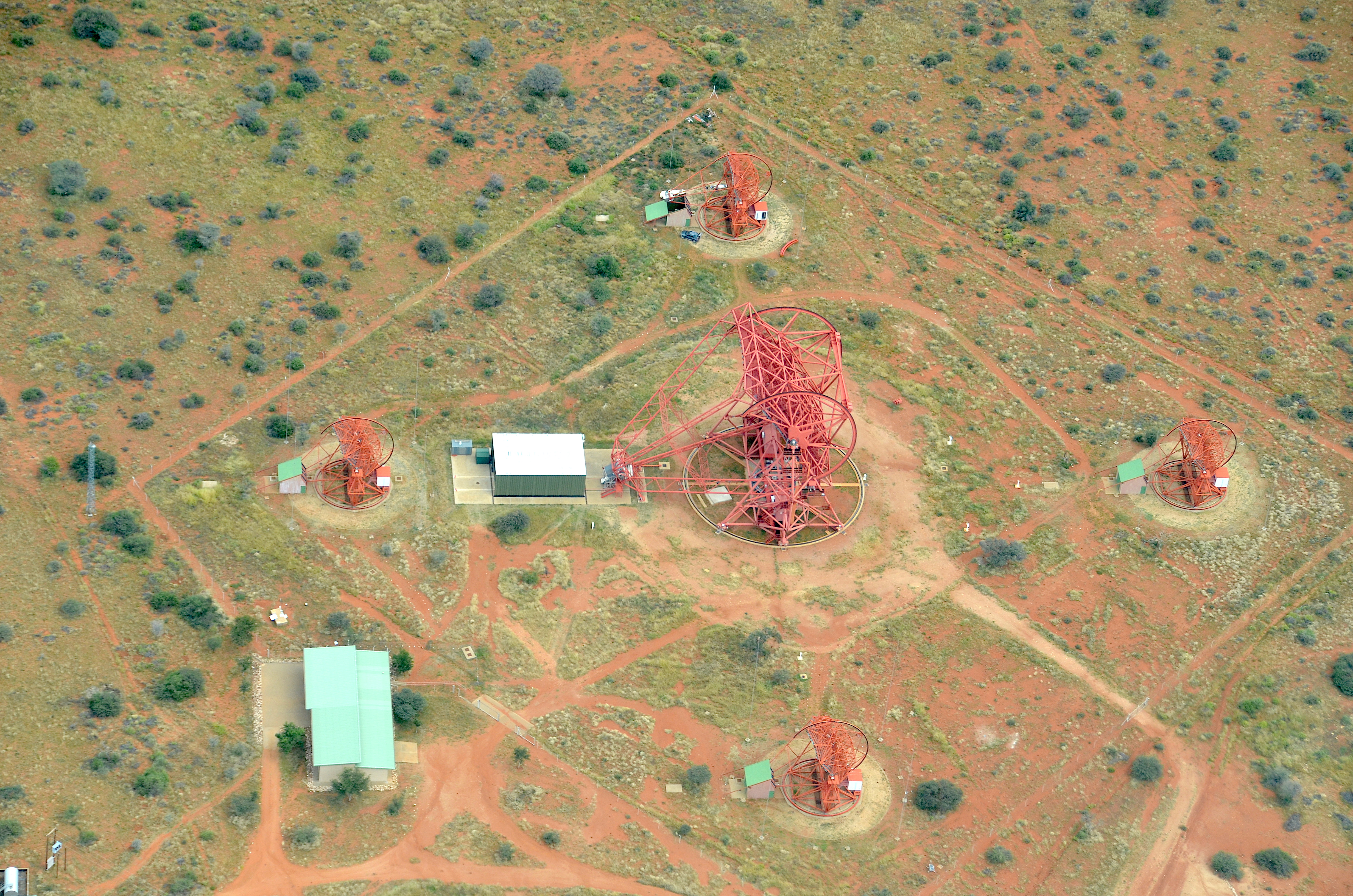
Вид с воздуха на комплекс H.E.S.S. в 2017 году

H.E.S.S. расположен на ферме Göllschau, принадлежащей семье Кранц, которая находится около Гамсберга в Намбии, в местности, известной своими прекрасными условиями для астрономических наблюдений. Первый из четырёх телескопов первого этапа проекта H.E.S.S. был введён в эксплуатацию летом 2002 года, все четыре начали функционировать в декабре 2003 года.
В 2004 году H.E.S.S. был первым черенковским телескопом, на котором было найдено положение в пространстве источника космических гамма-лучей.
В 2005 году объявлено, что H.E.S.S. обнаружил восемь новых источников высокоэнергетических гамма-лучей, удвоив количество известных источников. По состоянию на 2014 год на H.E.S.S. открыто более 90 источников гамма лучей с энергией порядка ТэВ.
В 2016 году коллаборация H.E.S.S. сообщила о наблюдениях, которые показали наличие петаэлектронвольтных фотонов, вызванных сверхмассивной чёрной дырой в центре Млечного Пути и таким образом эту чёрную дыру можно рассматривать в качестве источника петаэлектронвольтного космического излучения как возможную альтернативу остаткам сверхновых.